# قائمة الأحزاب السياسية في النمسا
تسرد هذه المقالة الأحزاب السياسية في النمسا . النمسا لديها نظام متعدد الأحزاب . من بين أكثر من 1100 حزب سياسي مسجل, القليل فقط معروف للجمهور الأكبر. منذ الثمانينيات, حصلت أربعة أحزاب باستمرار على عدد كافٍ من الأصوات للحصول على مقاعد في البرلمان الوطني.

## الأحزاب

### الأحزاب الممثلة في البرلمان أو البرلمان الأوروبي
هناك خمسة أحزاب ممثلة في المجلس الوطني . ثلاثة من الأحزاب في المجلس الوطني ممثلة أيضا في المجلس الاتحادي. أربعة من خمسة أحزاب في المجلس الوطني ممثلة في البرلمان الأوروبي .
| شعار   | شعار  | اسم                                                                                      | الإختصار | أيديولوجيا                          | الرؤساء           | المجلس الوطني | المجلس الاتحادي | البرلمان الأوروبي للنمسا |
| حكومة  | حكومة | حكومة                                                                                    | حكومة    | حكومة                               | حكومة             | حكومة         | حكومة           | حكومة                    |
| ------ | ----- | ---------------------------------------------------------------------------------------- | -------- | ----------------------------------- | ----------------- | ------------- | --------------- | ------------------------ |
|        |       | حزب الشعب النمساويÖsterreichische Volkspartei                                            | ÖVP      | المحافظة, الديمقراطية المسيحية      | كارل نيهامر       | 71 / 183      | 25 / 61         | 7 / 19                   |
|        |       | الخضر - البديل الأخضر, Die Grünen – Die Grüne Alternative                                | GRÜNE    | السياسة الخضراء                     | فيرنر كوجلر       | 26 / 183      | 5 / 61          | 3 / 19                   |
| معارضة |       |                                                                                          |          |                                     |                   |               |                 |                          |
|        |       | الحزب الاشتراكي الديمقراطي النمساوي, Sozialdemokratische Partei Österreichs              | SPÖ      | الديمقراطية الاجتماعية              | باميلا رندي-فاغنر | 40 / 183      | 19 / 61         | 5 / 19                   |
|        |       | حزب الحرية النمساوي, Freiheitliche Partei Österreichs                                    | FPÖ      | الشعبوية اليمينية, المحافظة الوطنية | هربرت كيكل        | 30 / 183      | 11 / 61         | 3 / 19                   |
|        |       | NEOS - النمسا الجديدة والمنتدى الليبرالي, NEOS – Das Neue Österreich und Liberales Forum | NEOS     | الليبراليةالليبرالية الاقتصادية     | بيات مينل ريسينجر | 15 / 183      | 1 / 61          | 1 / 19                   |

## أنظر أيضا
- تاريخ النمسا
- نظام النمسا السياسي